# 午後之死

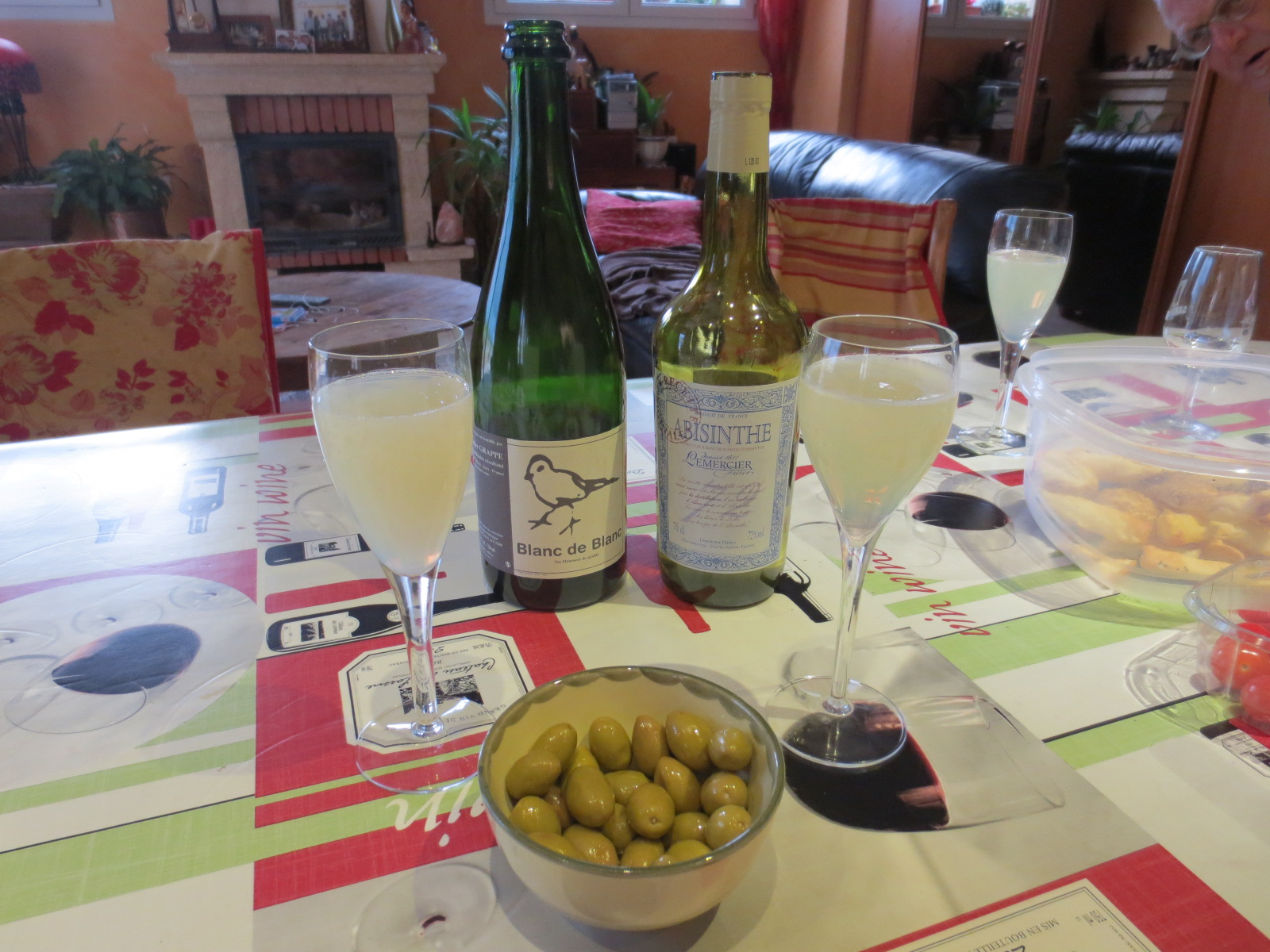
午後之死雞尾酒

午後之死（又稱海明威，或海明威香檳），是一種雞尾酒，由《老人與海》作者歐内斯特·海明威於1935年發明，其主要成份為苦艾酒及香檳酒，並以他的另一本同名著作來命名。